# Wahlia macrostylifera
Wahlia macrostylifera är en plattmaskart som beskrevs av Westblad 1930. Wahlia macrostylifera ingår i släktet Wahlia och familjen Umagillidae. Arten är reproducerande i Sverige. Inga underarter finns listade i Catalogue of Life.